# Montagnana
Montagnana ist eine Stadt in der Provinz Padua in der italienischen Region Venetien mit 9025 Einwohnern (Stand 31. Dezember 2023). 
Die Nachbarorte sind Borgo Veneto, Casale di Scodosia, Urbana, Bevilacqua und Pojana Maggiore.
Die lokale Spezialität ist der Dolce di Montagnana, ein mindestens zwölf Monate gelagerter und mit dem DOP-Siegel versehener Prosciutto, der sich zum Parmaschinken vor allem durch seine leichte Süße und seine feine Marmorierung unterscheidet. 
Montagnana ist Mitglied der Vereinigung I borghi più belli d’Italia (Die schönsten Orte Italiens).

## Sehenswürdigkeiten
In der Stadt befinden sich:

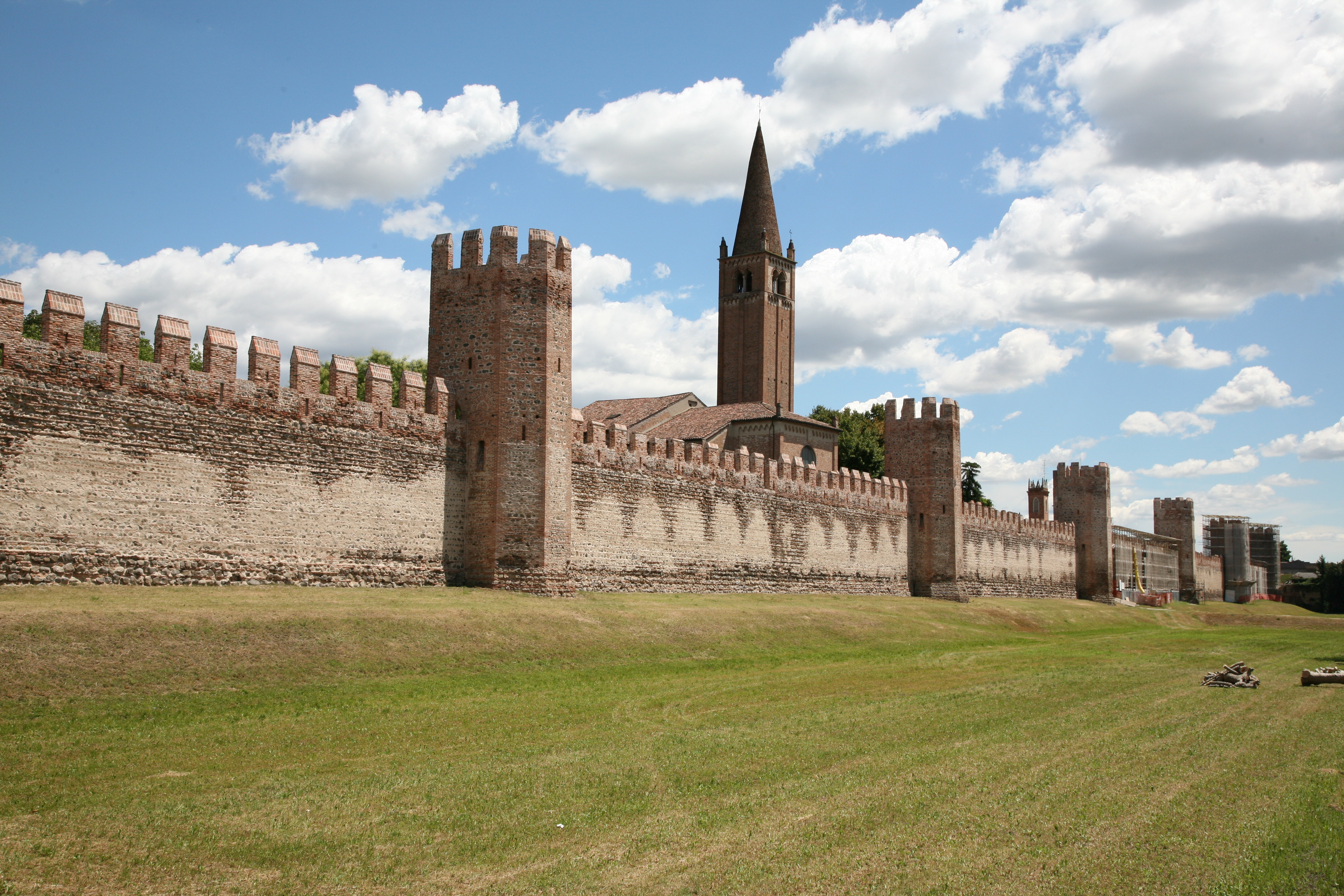
Die Stadtmauer von Montagnana

- eine mittelalterliche Stadtmauer um den Stadtkern, die komplett erhalten ist.
- die Burg von San Zeno,[3] erbaut von Ezzelino III. da Romano
- die gotische Kathedrale (1431–1502), mit Ergänzungen aus der Spätrenaissance. Im Inneren befindet sich eine Verklärung von Paolo Veronese und ein Fresko mit Judith and David, das Giorgione zugeschrieben wird.
- der Palazzo Magnavin-Fioratti, in Gotisch-Venezianischem Stil.
- das Rathaus (1532)

Außerhalb der Stadt befindet sich die Villa Pisani, eines der Meisterwerke von Andrea Palladio.

## Veranstaltungen
Alljährlich findet am ersten Sonntag im September ein bis ins 12. Jahrhundert zurückreichender Reitwettkampf, der Palio dei 10 Comuni statt.

## Söhne und Töchter der Stadt
- Giovanni Martinelli (1885–1969), Tenor, Opernsänger
- Polydor von Montagnana (um 1530/1540–1604), römisch-katholischer Geistlicher und von 1579 bis 1581 Administrator der Benediktinerabtei St. Blasius zu Admont
- Ester Pastorello (1884–1971), Archivarin und Bibliothekarin
- Aureliano Pertile (1885–1952), Tenor, Opernsänger